# U-3010
O Unterseeboot 3010 foi um submarino alemão que serviu na Kriegsmarine durante a Segunda Guerra Mundial.

## História
Não chegou a fazer nenhuma patrulha de guerra, portanto não afundou nem danificou qualquer embarcação inimiga. Foi dispensado do serviço e abertos buracos no casco para afundar no dia 3 de maio de 1945.

## Comandantes
| Comandante           | Período                                      |
| -------------------- | -------------------------------------------- |
| Oblt. Eberhard Ebert | 11 de novembro de 1944 - 22 de março de 1945 |
| FrgKpt. Erich Topp   | 23 de março de 1945 - 26 de abril de 1945    |

## Carreira

### Subordinação
| 11 de novembro de 1944 - 3 de maio de 1945 | 4. Unterseebootsflottille |